# 丁綝
| 姓名           | 丁綝                                            |
| 時代           | 新朝代 - 东汉時代                               |
| 生卒年         | 〔不詳〕                                        |
| 字・別号       | 幼春（字）                                      |
| 本貫・出身地等 | 豫州颍川郡定陵县                                |
| 職官           | 颍陽县尉〔新〕→偏将軍〔更始〕 →河南太守〔东汉〕 |
| 爵位・号等     | 新安乡侯〔东汉〕→陵陽侯〔东汉〕                 |
| 陣英・所属等   | 王莽→更始帝→劉秀（光武帝）                      |
| 家族・一族     | 子：丁鴻 丁盛                                   |

丁綝（?—?）。字幼春，豫州颍川郡定陵县（河南省漯河市郾城区西）人，新朝、东汉初期大臣，子丁鴻、丁盛。

## 生平
新朝王莽時代，丁綝任颍川郡颍陽县尉。劉秀（光武帝）攻打颍陽、颍陽新軍守備坚固不降。丁綝说服颍陽宰，归降劉秀。
劉秀大喜，厚賞丁綝，任命他为偏将軍，让他随从自己征伐。颍川郡掾馮異被劉秀擒获，丁綝和馮孝（馮異从兄）、呂晏一起向劉秀推薦馮異，馮異于是得到刘秀重用。
丁綝率兵先渡河，传檄郡国，攻营略地，攻下河南、陈留、颍川二十一县。
建武元年（25年），光武帝即位，任命丁綝为河南太守。当時光武帝封赏功臣，问大家希望的封地是何处、大家都希望丰邑美县，丁綝希望封到出身地之乡。有人問他，丁綝引孫叔敖故事，我的功劳微薄，得乡亭也是丰厚的。于是丁綝被封定陵县的新安乡侯，食邑五千户，後转封陵陽侯。